# ماروفوتوترا
ماروفوتوترا (به لاتین: Marofototra) یک منطقهٔ مسکونی در ماداگاسکار است که در مننجری واقع شده‌است. ماروفوتوترا ۱۵٬۰۰۰ نفر جمعیت دارد و ۷۹ متر بالاتر از سطح دریا واقع شده‌است.